# Tormellas
Tormellas es un municipio y localidad de España, en la provincia de Ávila, comunidad autónoma de Castilla y León. Pertenece al partido judicial de Piedrahíta. El municipio tiene dos núcleos de población: Tormellas y Navamures.

## Geografía
Tiene una superficie de 9,22 km², situado al suroeste de la provincia de Ávila, dentro de la Sierra de Gredos y en consecuencia del Parque regional de Gredos. Está emplazado a una altitud de 1065 m, y a 89 km de la capital de la provincia, Ávila. Limita al sur con el municipio de Navalonguilla
Por el término municipal discurre la Garganta de los Caballeros, pequeño río afluente del Tormes. Metros después de la confluencia de este pequeño río con la garganta de Galín Gómez se extiende el llamado Puente Romano, que data, realmente, del siglo XVII. 

## Demografía
Tormellas cuenta con una población de 35 habitantes (INE 2024).
| Gráfica de evolución demográfica de Tormellas entre 1842 y 2021                                                       |
| |
| Población de derecho según los censos de población del INE. Población de hecho según los censos de población del INE. |

## Economía
La población trabajadora se dedica a la agricultura y la ganadería. La agricultura: patata, alubias con D.O. del Barco de Ávila y manzana principalmente, algo de peras, y se pueden observar en algunas zonas pequeñas huertas sembradas de maíz. La ganadería: vacuno de raza avileña y algún rebaño de bovino en Navamures, otro de los núcleos de población del municipio.
La compra de productos de alimentación, hogar y textil se realiza en la venta ambulante, como en casi todos los pueblos de la zona.

## Patrimonio
La escuela desapareció hace años[¿cuándo?] y los escolares que quedan estudian en los centros de El Barco de Ávila. Las antiguas escuelas fueron reformadas para utilizarlas como museo escolar y como archivo del Ayuntamiento.
El Hogar del Pensionista San Pascual de Tormellas es el centro de ocio para los vecinos del pueblo y en verano es un bar abierto al público en general.
En Tormellas destacan el llamado puente romano (siglo XVII, por el cual hay que pasar antes de llegar al pueblo), la iglesia, en la cual descansan los restos mortales de San Pascual de Barco de Ávila, junto con sus aperos de labranza y el molino.

## Cultura

### Fiestas
Tormellas celebra sus fiestas el 15 de agosto en honor a Nuestra Señora de la Asunción.